# Buckhorn (Pennsilvània)
Buckhorn és una concentració de població designada pel cens dels Estats Units a l'estat de Pennsilvània. Segons el cens del 2000 tenia 176 habitants.

## Demografia
Segons el cens del 2000, Buckhorn tenia 176 habitants, 63 habitatges, i 45 famílies. La densitat de població era de 111,4 habitants per quilòmetre quadrat.
Dels 63 habitatges en un 30,2% hi vivien nens de menys de 18 anys, en un 60,3% hi vivien parelles casades, en un 9,5% dones solteres, i en un 27% no eren unitats familiars. En el 20,6% dels habitatges hi vivien persones soles l'11,1% de les quals corresponia a persones de 65 anys o més que vivien soles. El nombre mitjà de persones vivint en cada habitatge era de 2,79 i el nombre mitjà de persones que vivien en cada família era de 3,24.
Per edats la població es repartia de la següent manera: un 27,8% tenia menys de 18 anys, un 6,8% entre 18 i 24, un 26,7% entre 25 i 44, un 23,3% de 45 a 60 i un 15,3% 65 anys o més.
L'edat mediana era de 36 anys. Per cada 100 dones de 18 o més anys hi havia 98,4 homes.
La renda mediana per habitatge era de 27.813 $ i la renda mediana per família de 36.250 $. Els homes tenien una renda mediana de 28.750 $ mentre que les dones 21.250 $. La renda per capita de la població era de 17.042 $. Entorn de l'11,1% de les famílies i el 15,2% de la població estaven per davall del llindar de pobresa.

## Poblacions més properes
El següent diagrama mostra les poblacions més properes.